# Sento
Sento è un singolo della cantante italiana Alexia, pubblicato nel 2015.

## Il brano
È il secondo singolo promozionale estratto dall'album Tu puoi se vuoi.
Il brano è uscito in radio e nei digital store il 26 giugno.

## Il videoclip
Il singolo è accompagnato da un videoclip diretto dal regista Jacopo Pietrucci. Esso è stato presentato in esclusiva sul sito Tgcom24 il 26 giugno.